# Capinghem
Capinghem település Franciaországban, Nord megyében. Lakosainak száma 2601 fő (2022. január 1.). Capinghem Pérenchies, Ennetières-en-Weppes, Lille és Prémesques községekkel határos.

## Népesség
A település népességének változása:
| Lakosok száma | 1695 | 2354 | 2453 | 2495 | 2565 | 2537 | 2506 | 2474 | 2601 |
|               | 2013 | 2015 | 2016 | 2017 | 2018 | 2019 | 2020 | 2021 | 2022 |